# Lipothrix lubbocki
Lipothrix lubbocki is een springstaartensoort uit de familie van de Sminthuridae. De wetenschappelijke naam van de soort is voor het eerst geldig gepubliceerd in 1872 door Tullberg.